# Astmatisk bronkitis
Astmatisk bronkitis er en børnesygdom, der kan ramme småbørn, normalt i forbindelse med luftvejsinfektion såsom forkølelse. Sygdommen er karakteriseret ved astmasymptomer og alvorligt vejrtrækningsbesvær. Diagnosen stilles således hvis astmasymptomerne opstår ved en infektion - i andre tilfælde vil der normalt være tale om astma.